# آرتور شاه و شوالیه‌های عدالت
آرتور شاه و شوالیه‌های عدالت (به انگلیسی King Arthur & the Knights of Justice) عنوان انیمه‌ای به نویسندگی جان کالوپین و کارگردانی استفان مارتینر در دو سری و بیست و شش اپیزود به زبان انگلیسی از 13 سپتامبر سال ۱۹۹۲ شروع و در 12 دسامبر سال ۱۹۹۳ به اتمام رسید.
آرتور پندراگون شاه قصه‌ها چگونه از بین رفت. آرتور پسر اتر پندراگون کسی که تاریخ انگلستان را با افسانه گره زد. در هیچ دست نوشته دربارهٔ مرگ آرتور به صورت دقیق ننوشته. در مورد مرگ آرتور چند نوع نظریه وجود دارد اولین نظریه که بهش برمی‌خوریم این است که آرتور به دست شخصی به نام مردرد کشته شده. بعضی افراد معتقد هستند که مردرد پسر وی بوده‌است؛ و بعضی افراد او را یک لرد جنگجو می‌دانند که در تصاحب یک قطعه زمین با آرتور وارد جنگ شد. البته در یکی از نظریه‌ها تا حدودی ثابت شده‌است که آرتور به دست ماری خفه شده‌است. همچنین در یکی از کتاب‌ها گفته شده که ان مار بدست مرگان لفیو خواهر ناتنی او پرورش یافته‌است. مرگانا برای بدست آوردن تاج وتخت چندین بار آرتور را مورد حمله قرار داد ولی هیچ یکبار موفق به کشتن وی نشد. مرلین-شبح شاه-در دربار کارلاین-از منتخب فیلم‌هایی هستند که از روی داستان آرتور ساخته شده‌است. همین‌طور در بازی قلعه فردی بنام آرتور وجود دارد که منظوراز آرتور پندراگون دارد. با توجه به سالهای گذشته فیلم‌های زیادی ساخته شود که در ان پسری بنام آرتور است که شمشیری را از دل سنگ به بیرون می‌کشد؛ که منظور از همان شمشیر اکس کالیبر یا کانوبلین دارد. و

## نام شوالیه‌ها، سلاح و جادوی سپرشان
| Knight   | Armor Weapon/Item             | External Weapon | Shield Animal          | گاری                |
| Arthur   | اکس کالیبور                   | None            | اژدها                  | None                |
| Lancelot | Lance                         | Sword           | شیر                    | Lance Cart          |
| Trunk    | Battering Ram                 | تبر جنگی        | Ram                    | Ramhead Cart        |
| Tone     | Blacksmith's Hammer and Stake | Sword           | Serpent                | Large Wagon         |
| Breeze   | Pike                          | Sword           | [[ابوالهل              |                     |
| Wally    | Daggers                       | Two Shortswords | شاهین                  |                     |
| Gallop   | Pole Mace ندارد               | سربروس          | None                   |                     |
| Darren   | Crossbow                      | Crossbow        | عقاب                   | Giant Crossbow Cart |
| Brick    | Brick Wall                    | Sword           | خفاش                   | Brick Tower Cart    |
| Phil     | Mace                          | None            | پلنگ سیاه              | ندارد               |
| Zeke     | Spear                         | Sword           | هیدرا/مار ۹سر          | None                |
| Lug      | Football                      | Sword           | کراکن/اختاپوس قول پیکر | Large Wagon         |

### عناوین اپیزود اول
- "Opening Kick-Off"
- "A Knight's Quest (The Search for Guinevere)"
- "The Unbeliever"
- "Even Knights Have to Eat"
- "Assault on Castle Morgana"
- "Quest for Courage"
- "The Warlord Knight"
- "The Challenge"
- "To Save a Squire"
- "The Surrender"
- "Darren's Key"
- "Viper's Phantom"
- "The Way Back"

### عناوین اپیزود دوم
- "A Matter of Honor"
- "What the Key Unlocked"
- "Tyronne and Everett Alone"
- "The Dark Side"
- "The Quitter"
- "Camelot Park"
- "The High Ground"
- "The Island"
- "Quest for the Book"
- "Enter Morgana"
- "The Cure"
- "Winter Campaign"
- "Tone's Triumph"

## نمایش خانگی
در سال ۲۰۱۰ آرتور شاه و شوالیه‌های عدالت در ۳ دی وی دی برای نمایش خانگی، آماده و عرضه شد.

## بازی ویدئویی
یک بازی ویدئویی از این انیمه برای کنسول سوپر نینتندو در سال ۱۹۹۵ ساخته و عرضه شد.